# Fuerteventura
Fuerteventura  este ca mărime a doua insulă din arhipelagul Insulele Canare. Este situată în Oceanul Atlantic, la 97 km depărtare de coasta africană nord-vestică. Aparține Provinciei Las Palmas, una din cele două componente ale comunității autonome Canare (Spania este împărțită în autonomii). Insula este supranumită și „insula caprelor”, deoarece pe insulă trăiesc mai multe capre decât oameni. Capitala insulei este Puerto del Rosario, numit înainte Puerto Cabras (portul caprele); numele însă a fost schimbat, considerându-se că este vulgar.
Numele guanș al insulei, înaintea cuceririi de către spanioli în secolul al XV-lea, era Erbane; avea două comunități: "Jandía" și "Maxorata".
Insulele Canare (în ordinea formării, respectiv vȃrstei geologice) sunt următoarele: Fuerteventura, Lanzarote, Gran Canaria, Tenerife, La Gomera, La Palma, El Hierro. 

## Formarea Insulelor Canare
Formarea Insulelor Canare a avut loc în mai multe faze de erupții vulcanice submarine:

- în intervalul cuprins între 15-22 milioane de ani s-a format o mare insulă, care a dăinuit pănă la ultima glaciațiune. In urma topirii gheții, nivelul apelor marine a crescut, luȃnd naștere din prima insulă 2 insule separate (Fuerteventura și Lanzarote), despărțite de un canal lung de 10 km și adȃnc de 40 m. 

- acum 11-14,5 milioane de ani au luat naștere insulele vulcanice Gran Canaria, Tenerife și La Gomera. 

- în urmă cu 2 milioane de ani s-a format insula La Palma, apoi insula El Hierro (1,5 milioane ani).
Lanțul Insulelor Canare s-a format prin mișcarea lentă a plăcii tectonice africane peste un hotspot static (punct fierbinte), care a furnizat magmă din adȃncime prin crăpăturile scoarței spre suprafață.

## Geografie
Este insula cea mai aridă dintre insulele Canare și de asemenea cea mai apropiată de coasta africană (97 km). Are o suprafață de 1.659 km², a doua insulă ca mărime din arhipelag. La nord-est, la doar 6 km depărtare, se află mica Insula Lupilor care aparține de administrația din Fuerteventura, având doar 4,6 km².

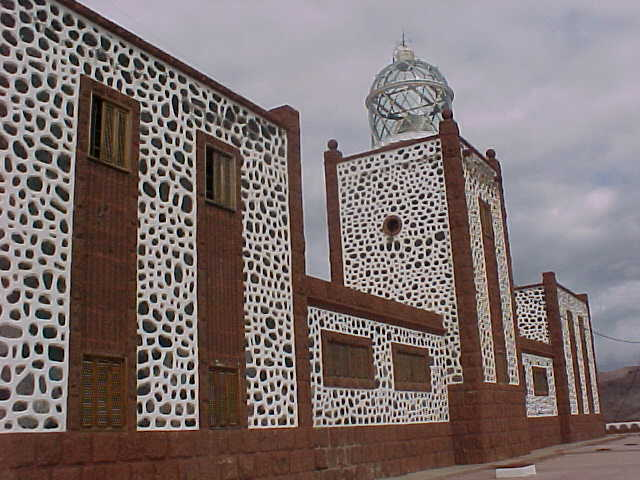
Farul din La Entallada

Fuerteventura are vaste zone plane, rezultat al eroziunii intense pe mari perioade de timp. Este insula cea mai veche din arhipelag, având numeroase erupții vulcanice. Potrivit Rețelei Canare de Spații Protejate insula are 47.695 ha împărțite in 13 spații naturale protejate, cum ar fi zonele Malpais Grande și Chico, acoperite cu lavă, locul de interes stințific Saladar de Jandia sau și monumentul natural Muntele Tindaya.
În zona centrală se găsește masivul Betancuria cu o cotă maximă de 762 m pe vârful de Atalaya. În sud se află mica insulă Pared și peninsula Jandia cu vârful Zarza de 812 m altitudine. Acesta este vârful cel mai înalt de pe insulă.

## Clima

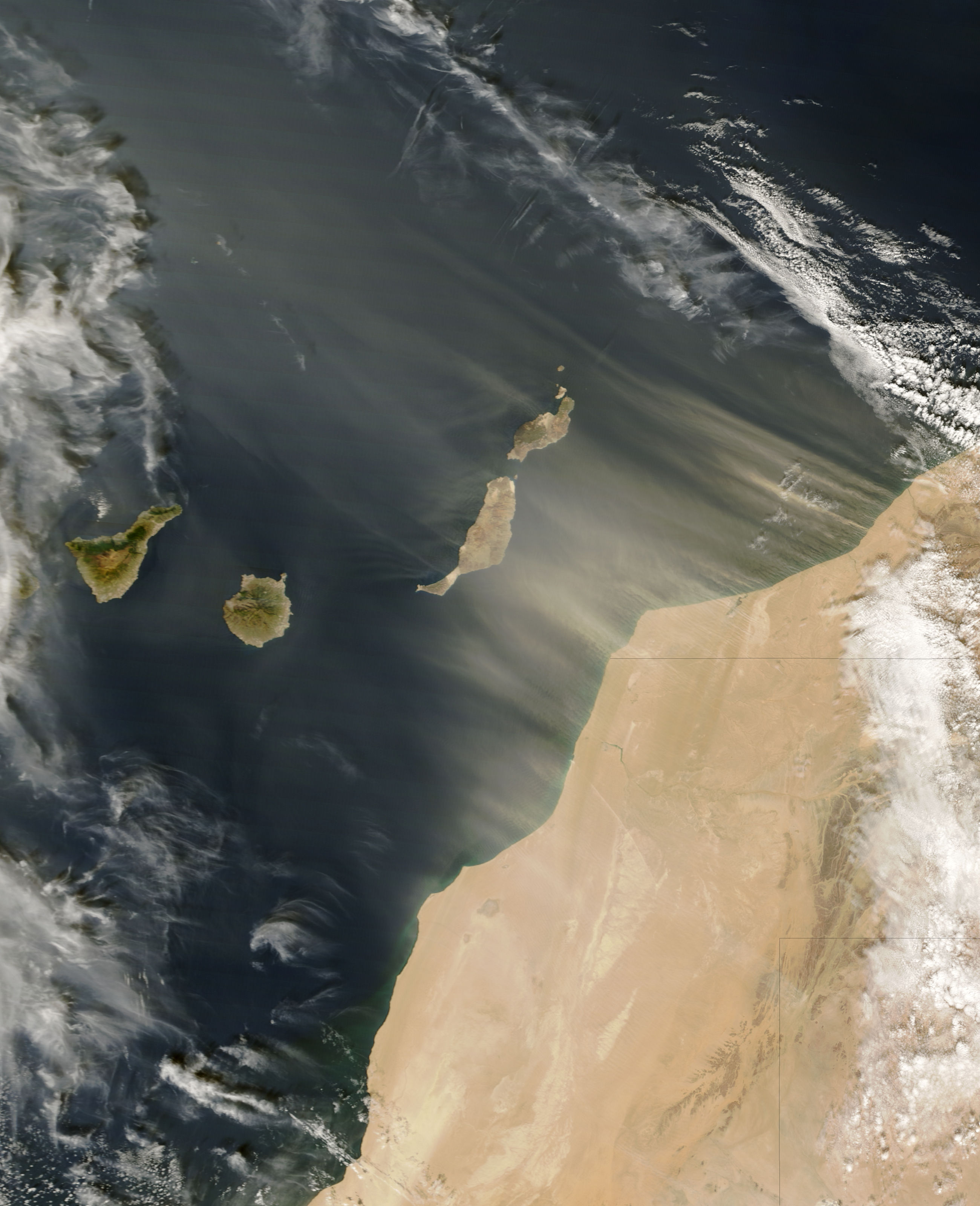
Calima peste Insulele Canare

Clima este blândă și temperatura se menține aproape constantă tot timpul anului (20,4 °C temperatură medie). Precipitațiile sunt puține, fiind una dintre cele mai uscate insule din arhipelag. Datorita joasei altitudini, insula nu reține precipitații din masele de aer umede, cum se întâmplă în celelalte insule din arhipelag. De asemenea, apropierea de zona de înalte presiuni atmosferice caractieristică insulelor Azore determină clima in Fuerteventura. Vânturile dominante sunt din nord-est sau din nord.
Clima in masivul Betancuria prezintă diferențe față de restul insulei, formarea de nori este mai frecventă și umiditatea mai mare.
Un fenomen foarte comun în toate insulele din arhipelagul canar, dar cu mai mare incidență în insulele orientale, datorită vecinătății coastei africane, este calima, nume care este dat în Insulele Canare prafului în suspensie generat uneori de furtunile de nisip din Sahara.

## Galerie de imagini

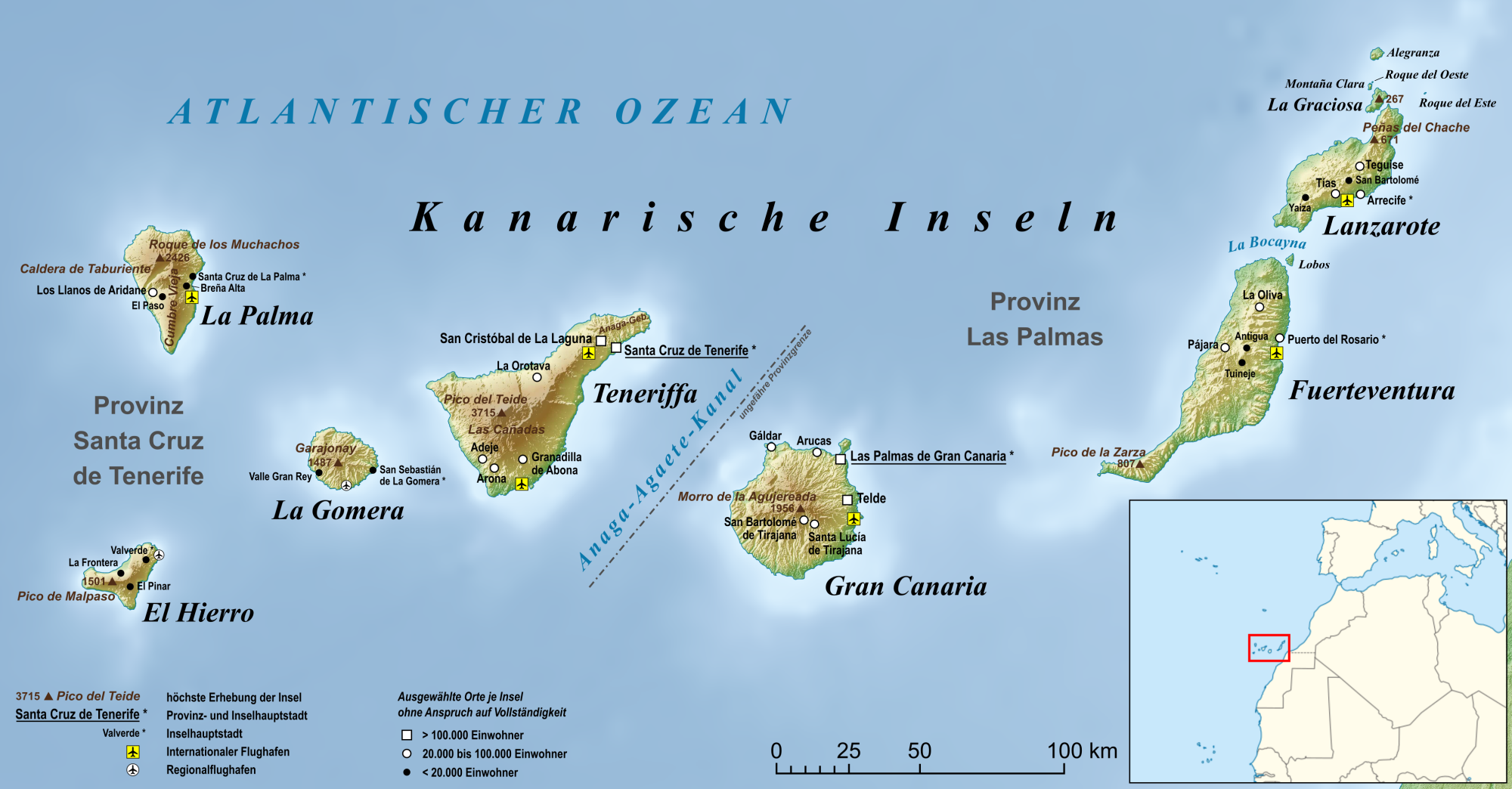
Insulele Canare

1. ↑   (PDF) https://www.boe.es/boe/dias/2019/12/27/pdfs/BOE-A-2019-18604.pdf Lipsește sau este vid: |title= (ajutor)